# Elke Roex
Elke Roex (Ukkel, 29 juni 1974) is een voormalig Belgische politica voor de Vooruit in het Brussels Hoofdstedelijk Gewest.

## Biografie
Elke Roex is opgegroeid in Anderlecht en woont er nu nog steeds. Via haar grootmoeder heeft ze Sloveense roots. Ze is de 2de oudste dochter van in totaal vier dochters, maar haar 2de jongste zus is op 9-jarige leeftijd overleden aan een hersentumor. Ze was in haar jeugd ook actief in de scouts. In haar humaniora ging ze naar de Don Bosco in Halle. Later ging ze sociale pedagogiek studeren aan de Katholieke Universiteit Leuven, waar ze in 1997 haar licentie behaalde. Na haar studies keerde ze terug naar Brussel. Beroepshalve was zij van 1997 tot 1999 bediende bij Flora vzw, het netwerk voor vorming en werkcreatie met vrouwen, en vervolgens in 2000 enkele maanden onderzoekster in de sociale pedagogiek aan de KU Leuven. Nadat ze datzelfde jaar een aanvullende studie in bedrijfskunde voltooide aan de Vrije Universiteit Brussel, was zij van 2000 tot 2003 onderzoekster en expert sociale economie bij de POD Maatschappelijke Integratie, Armoedebestrijding en Economie en van 2003 tot 2004 kabinetssecretaris van federaal vicepremier Johan Vande Lanotte. 
Na de derde rechtstreekse Vlaamse verkiezingen van 13 juni 2004 volgde ze midden juli 2004 Vlaams minister Bert Anciaux op als een van de zes Vlaams volksvertegenwoordiger uit de kieskring Brussel-Hoofdstad. Ze bleef Vlaams volksvertegenwoordiger tot juni 2009 en was in het Vlaams Parlement van 2004 tot 2009 secretaris van de commissie Brussel en Vlaamse Rand en van 2004 tot 2007 lid en van 2007 tot 2009 secretaris van de commissie Welzijn, Volksgezondheid en Gezin. Nadien zetelde Roex van juni 2009 tot mei 2016 in het Brussels Hoofdstedelijk Parlement, waar ze van 2009 tot 2012 fractieleider was voor haar partij. Daarnaast zetelde zij van 2009 tot 2014 in de commissie Economische Zaken, Werkgelegenheidsbeleid en Wetenschappelijk Onderzoek en van 2014 tot 2016 in de commissie Economische Zaken en Tewerkstelling. In december 2012 nam ze ontslag uit deze functie om een schepenambt in Anderlecht op te nemen en volgde Fouad Ahidar haar op. In mei 2016 nam ze ontslag als parlementslid om zich meer toe te leggen op haar schepenambt en werd ze opgevolgd door Hannelore Goeman.
Daarnaast zetelde Roex vanaf december 2006 in de Anderlechtse gemeenteraad voor de fractie PS-sp.a-cdH. Na de gemeenteraadsverkiezingen van oktober 2012 werd Roex in december dat jaar aangesteld als schepen voor Netheid en Nederlandstalige Aangelegenheden. Zes jaar later, in december 2018, werd ze als schepen bevoegd voor Nederlandstalige Aangelegenheden, Economie, Middenstand, Handel, Tewerkstelling en Markten. In mei 2022 kreeg Roex er tevens de zware bevoegdheden Financiën en Begroting bij. Ze bleef actief in de Anderlechtse gemeentepolitiek tot in september 2023.
Begin juli 2023 kondigde ze aan dat ze stopte met de politiek en dat ze zakelijk leider en coördinator werd van het Neerhof in Dilbeek, een pedagogische boerderij van de Vlaamse gemeenschapscommissie.

## Privé
In 2006 kreeg ze borstkanker, maar ze genas.